# N657 (België)
De N657 is een gewestweg in de Belgische provincie Luik. De weg verbindt de N61 in Verviers met de N62 in Theux. De route heeft een lengte van ongeveer 9,5 kilometer.
De weg loopt langs het Vliegveld Verviers-Theux.

## Plaatsen langs de N657
- Verviers
- Heusy
- Oneux
- Theux